# Прячься, бабушка! Мы едем
«Прячься, бабушка! Мы едем» (англ. To Grandmother's House We Go) — американский фильм, детективная комедия 1992 года выпуска, снятая режиссёром Джеффом Франклином. В главных ролях: сёстры Олсен и Синтия Гири.

## Сюжет
5-летние сёстры-близнецы, Сара и Джули, по пути в гости к бабушке становятся жертвами похитителей, хотя сами не понимают этого.